# Диксон (Русија)
Диксон (рус. Диксон) је затворени град, лука и хидрометеоролошко средиште, смештеног на 73°30'25 северне географске ширине и 80°32'47 источне географске дужине.
Диксонска област заузима површину од 200.419 km².
Број становника: око 5000 (1989), око 1.100 (2004), 632 (2009)
Диксон је лука на Северном морском путу који иде од Мурманска до Беринговог мора. Налази се на само два сата лета од Северног пола.
1915. је острво Диксон постало место прве руске радио станице на Арктику. Лука на копненој страни је саграђена 1935, а 1957. године два насеља су спојена у једно.
ИАТА ознака за Диксонску ваздухопловну луку је ДКС.
Мало се зна о овом граду, осим чињенице да је време, чак и у августу ужасно неугодно. Зима у Диксону траје десет месеци, а у два од тих месеца Сунце никад не изађе.

## Становништво
Према прелиминарним подацима са пописа, у граду је 2010. живело становника, (%) више него 2002.
| 1959. | 1970. | 1979. | 1989. | 2002. | 2010. |
| ----- | ----- | ----- | ----- | ----- | ----- |
| 3.470 | 3.889 | 4.045 | 4.449 | 1.198 | 597   |